# 浅木泰昭
浅木 泰昭（あさき やすあき、1958年 - ）は、日本の自動車技術者、モータースポーツ解説者。元・本田技術研究所執行役員。広島県出身。長年エンジン開発の部門を歴任し、軽自動車ホンダ・N-BOXの開発責任者などを担当。後年は、ホンダF1プロジェクトリーダーを務めた。

## 略歴
1981年（昭和56年）広島工業大学工学部機械工学科を卒業後、本田技研工業（ホンダ）に入社し本田技術研究所に配属される。入社直後はエンジンテストチームの担当となるが、翌1982年にフォーミュラ1（F1）エンジンの開発チームに異動し、第2期ホンダF1の初期の活動に関わった。当時は「F1エンジンのテストをしているのは自分と上司の2人だけだった」という。当時F1で使われていたRA163E系列は極端なビッグボア・ショートストロークエンジンで、若手の浅木から見てもアンバランスなエンジンだったため、「もっとボアサイズを小さくすべき」と上司や先輩に噛みついては成増の居酒屋でなだめられる毎日だったと、後に振り返っている。
1986年には市販車開発に戻り、レジェンドやオデッセイ（初代）などのエンジン開発に携わる。初代オデッセイの開発では、当初は6気筒エンジンの開発を命じられていたにもかかわらず、勝手に4気筒エンジンの開発を始め、上司と衝突してもやめなかったという伝説が残っている。1995年からはホンダ版の気筒休止エンジンシステムである「可変シリンダーシステム（VCM）」を搭載したV型6気筒エンジン（J30系列）の開発を手掛け、インスパイア（4代目）やエリシオンなどに搭載された。
2004年にはホンダ本社の商品企画室に異動。2008年からは新型軽自動車（後のN-BOX）のLPL（ラージプロジェクトリーダー、開発責任者）となる。N-BOXの開発では、社長の伊東孝紳の同意を得て、栃木研究所（四輪R&Dセンター）からエンジニアを鈴鹿製作所に呼び寄せ工場のスタッフと共同で開発を行う「工場内開発」を導入したほか、現場への権限委譲も進めた。結果としてN-BOXは大成功し、浅木は「ホンダの救世主」とも呼ばれた。以後ホンダの自動車部門における商品開発責任者となり、ホンダの新車開発の指揮を執った。
2017年、当時の本田技術研究所社長だった松本宜之が、浅木をホンダF1のLPLに起用する方針を固める。同時点で浅木は定年退職まであと半年というタイミングであり、当初はあまり乗り気ではなかったが、ある用事で開発拠点の「HRD Sakura」を訪れた際に開発の方向性を見失い自信を無くしている若手エンジニアを見て、定年を延長した上でLPLを引き受けることに同意。以後ホンダF1のパワーユニット（PU）開発の総指揮を執り、2021年・2022年のマックス・フェルスタッペンによるF1ドライバーズチャンピオン、2022年のレッドブル・レーシングによるF1コンストラクターズチャンピオン獲得に貢献した。
2021年限りでホンダがF1の第4期活動を終了したことに伴い、PUの供給を引き継いだホンダ・レーシング（HRC）に2022年に移籍。同社常務取締役・四輪レース開発部長として引き続きPUの開発及び供給に携わったが、2023年4月末でHRCを退職した。退職後は「特に誰からも声かけられていないので、予定はない」と語りつつ、DAZN『Wednesday F1 Time』などに出演して評論活動を行っている。

## 人物
趣味は釣り、ゴルフ、温泉巡り。本来2018年で定年退職となる予定だったが、当時は「退職したら釣りにでも行こう」と思っていたという。
自身の中で過去の開発案件の難易度に順位をつけると「VCM＞N-BOX＞F1」の順になるという。

## 書籍
- 『危機を乗り越える力』（集英社、2024年）ISBN 978-4-7976-7445-3